# El Crucero, Jalisco
El Crucero är en ort i Mexiko.   Den ligger i kommunen Zapopan och delstaten Jalisco, i den centrala delen av landet, 500 km väster om huvudstaden Mexico City. El Crucero ligger 1 523 meter över havet och antalet invånare är 135.
Terrängen runt El Crucero är kuperad åt nordost, men åt sydväst är den platt. Terrängen runt El Crucero sluttar västerut. Runt El Crucero är det mycket tätbefolkat, med 1 095 invånare per kvadratkilometer. Närmaste större samhälle är Tala, 13,4 km sydväst om El Crucero. I omgivningarna runt El Crucero växer huvudsakligen savannskog.